# Indonesia en los Juegos Paralímpicos de Atenas 2004
Indonesia estuvo representada en los Juegos Paralímpicos de Atenas 2004 por tres deportistas masculinos. El equipo paralímpico indonesio no obtuvo ninguna medalla en estos Juegos.